# Metasiro
Metasiro is een geslacht van hooiwagens uit de familie Sironidae.
De wetenschappelijke naam Metasiro is voor het eerst geldig gepubliceerd door Juberthie in 1960. 

## Soorten
Metasiro is monotypisch en omvat slechts de volgende soort:
- Metasiro americanus